# Héctor Lucchetti
Héctor Pablo Lucchetti (* 9. März 1905 in La Plata; † nach 1936) war ein argentinischer Florettfechter.

## Erfolge
Héctor Lucchetti nahm an den Olympischen Spielen 1928 in Amsterdam im Mannschaftswettbewerb des Florettfechtens teil. Er erreichte mit der argentinischen Equipe, zu der neben ihm noch Roberto Larraz, Carmelo Camet, Raúl Anganuzzi und sein Bruder Luis Lucchetti gehörten, die Finalrunde, die vor Belgien und hinter Italien und Frankreich auf dem Bronzerang abgeschlossen wurde. Bei den Olympischen Spielen 1936 in Berlin wurde er mit der Mannschaft Siebter, während er im Einzel in der Vorrunde ausschied.